# Microserica biapoensis
Microserica biapoensis är en skalbaggsart som beskrevs av Ahrens 2002. Microserica biapoensis ingår i släktet Microserica och familjen Melolonthidae. Inga underarter finns listade i Catalogue of Life.